# 丸島
丸島（まるしま）は、徳島県阿南市の橘湾に浮かぶ無人島。行政区域上は阿南市畭町に属する。

## 概要
阿南市の橘湾の北寄り中林海岸から約1km沖にある最高標高72mの島。最寄りの港は亀崎漁港。丸島の南側の海岸は岩壁になっている。
2021年11月にBS-TBSのテレビ番組アドベンチャー魂のロケが行われた。

## 登山史
2021年11月17日 - 東野幸治、小阪健一郎5人が南壁の初登攀に成功した。